# Parlement van Kameroen

Wapen van Kameroen

Het Parlement van Kameroen (Frans: Parlement du Cameroun, Engels: Parliament of Cameroon) bestaat uit twee Kamers:
- Nationale Vergadering (Assemblée nationale/National Assembly) - lagerhuis (180 leden);
- Senaat (Sénat/Senate) - hogerhuis (100 leden).